# Jansmit.com
Jansmit.com is de tiende cd van de Volendamse zanger Jan Smit en is naast Op weg naar geluk een van zijn meest succesvolle albums. Het album kwam binnen op nummer 3 in de Album Top 100 en steeg in de 13e week naar nummer 1. In totaal stond het album 3 weken op nummer 1. Daarna stond het nog tientallen weken in de top 10, en stond 106 weken genoteerd.
Op het album staan onder andere de hits Laura, Vrienden voor het leven, Hoe kan ik van je dromen en Boom boom bailando. Als bonustrack staat er een live-versie van de hit Als de nacht verdwijnt op.
Op 15 maart 2006 ontving Smit een Edison Award voor dit album.

## Tracklist
1. "Vogelvrij" - 2:43
2. "Droom in duigen" - 3:01
3. "Vrienden voor het leven" - 2:53
4. "Laura" - 3:08
5. "Sta op (En dans met mij)" - 3:32
6. "Laat me maar gaan" - 3:24
7. "Telkens weer" - 3:25
8. "Boom boom bailando" - 2:56
9. "Want één kus (En alles ging verloren)" - 3:34
10. "Hoe kan ik van je dromen" - 2:57
11. "De straten van Athene" - 2:59
12. "Op de bühne" - 2:25
13. "Als de nacht verdwijnt (Live)" - 3:38